# William Scranton
William Warren Scranton dit Bill Scranton, né le 19 juillet 1917 à Madison et mort le 28 juillet 2013 à Montecito à l'âge de 96 ans, est un homme politique américain membre du parti républicain qui fut le 38e gouverneur de Pennsylvanie et le 14e ambassadeur des États-Unis aux Nations unies.

## Biographie

### Enfance
Il est le fils de Worthington Scranton, un riche homme d'affaires de Pennsylvanie, et de Marion Margery Scranton, membre du Comité national républicain pendant plus de 20 ans. Bien qu'il se soit engagé en politique, sa mère a essayé de lui en dissuader en raison de son asthme, craignant que le stress des campagnes électorales serait nuisible à sa fragile santé. Mme Scranton est morte en 1960 juste avant son l'élection à la Chambre des représentants. Il était le petit-fils de Joseph Scranton, un député de Pennsylvanie. Son neveu par alliance était l'ancien président de la Cour suprême des États-Unis, David Davis, aussi confident du président Abraham Lincoln. Ses ancêtres maternels sont venus en Amérique sur le Mayflower.

### Éducation
Il commença ses études à la Scranton Country Day School, qui avait été fondée par ses parents ; puis il acheva son enseignement élémentaire à la Fessenden School de Newton dans le Massachusetts, et suivi les cours de la prestigieuse Hotchkiss School de Lakeville. Il fut diplômé de l'université Yale en 1939. 
 Pendant qu'il étudiait à cette dernière, il était également membre de la fraternité Chi Psi, où il se lia d'amitié avec des membres de la fraternité Delta Kappa Epsilon, dont notamment le futur président américain Gerald Ford et le chimiste Jöns Jacob Berzelius. De 1939 à 1941, il suivit les cours à la Faculté de droit de Yale.

## Crédit d'auteurs
- (en) Cet article est partiellement ou en totalité issu de l’article de Wikipédia en anglais intitulé « William Scranton » (voir la liste des auteurs).